# Кочер, Семён Борисович
Семён Борисович Кочер (род. 4 декабря 1951, Моздок, Северо-Осетинская АССР) — советский легкоатлет, специалист по бегу на короткие дистанции. Выступал за сборную СССР по лёгкой атлетике в 1970-х годах, обладатель серебряной и бронзовой медалей чемпионатов Европы в помещении, чемпион Европы среди юниоров, серебряный призёр Универсиады, многократный победитель первенств всесоюзного и республиканского значения. Мастер спорта СССР международного класса.

## Биография
Семён Кочер родился 4 декабря 1951 года в городе Моздок Северо-Осетинской АССР.
Начал заниматься лёгкой атлетикой по наставлению старшей сестры Розы в 1959 году, тренировался в местной секции под руководством Юрия Тихоновича Шевцова, затем проходил подготовку в Орджоникидзе, где окончил зоотехнический факультет Горского сельскохозяйственного института, и в Ессентуках. Представлял добровольное спортивное общество «Спартак» и Вооружённые Силы. Был подопечным заслуженного тренера РСФСР Эдуарда Тиграновича Алиханова.
Впервые заявил о себе на международном уровне в сезоне 1970 года, когда вошёл в состав советской сборной и выступил на юниорском европейском первенстве в Коломбе, где в программе эстафеты 4 × 400 метров вместе со своими соотечественниками превзошёл всех соперников и завоевал золотую медаль. В том же сезоне выполнил норматив мастера спорта СССР.
В 1971 году в беге на 400 метров одержал победу на зимнем чемпионате СССР в Москве, тогда как на чемпионате Европы в помещении в Софии совместно с Александром Братчиковым, Борисом Савчуком и Евгением Борисенко стал серебряным призёром в эстафете 4 × 400 метров. На чемпионате страны в рамках V летней Спартакиады народов СССР в Москве взял бронзу в дисциплине 400 метров и завоевал золото в эстафете. Стартовал в тех же дисциплинах на чемпионате Европы в Хельсинки, но попасть здесь в число призёров не смог.
На чемпионате СССР 1972 года в Москве был лучшим на дистанции 400 метров.
В 1973 году на чемпионате СССР в Москве получил серебро и золото в индивидуальном беге на 400 метров и в эстафете 4 × 400 метров соответственно. Также в дисциплине 400 метров выиграл серебряную медаль на Универсиаде в Москве, а в эстафете стал серебряным призёром на Кубке Европы в Эдинбурге.
В 1974 году выиграл бег на 400 метров на зимнем чемпионате СССР в Москве, принимал участие в чемпионате Европы в Риме.
В 1975 году в беге на 400 метров взял бронзу на чемпионате Европы в помещении в Катовице, занял третье место в матчевой встрече со сборной США в Киеве, получил серебро на чемпионате страны в рамках VI летней Спартакиады народов СССР в Москве. На Спартакиаде с командой РСФСР также победил в эстафете.
В 1976 году с командой Вооружённых Сил выиграл эстафету 4 × 400 метров на чемпионате СССР по эстафетам в Ереване.
На чемпионате СССР 1977 года в Москве вновь одержал победу в эстафете 4 × 400 метров.
За выдающиеся спортивные достижения удостоен почётного звания «Мастер спорта СССР международного класса».